# 耳葉新野口蘚
耳葉新野口蘚（学名：Neonoguchia auriculata）为蔓蘚科新野口蘚屬下的一个种。